# Nils Straatmann

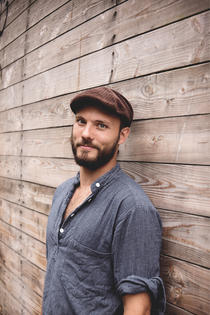
Nils Straatmann

Nils Straatmann (* 3. Februar 1989 in Geesthacht) ist ein ehemaliger deutscher Slam-Poet (hier bekannt als Bleu Broode) Autor, und Podcaster.

## Leben
Bekannt wurde Straatmann im Poetry Slam, wo er unter dem Pseudonym Bleu Broode 2008 die deutschsprachigen U20 Poetry Slam Meisterschaften und 2013 mit der Poetry-Slam-Gruppe Bottermelk Fresch (zusammen mit Julian Heun und Lars Ruppel) die deutschsprachigen Poetry Slam Meisterschaften im Team gewann. Straatmann bestreitet seine Poetry-Slam-Auftritte auf Hochdeutsch und Plattdeutsch. Er ist Coach des Poesie-Ensembles Allen Earnstyzz und Mitglied der deutschen Fußball-Autorennationalmannschaft. Seit 2014 ist er Teil des Stadionsprecherteams für die Jugendmannschaften von RB Leipzig.
Nach zahlreichen Veröffentlichungen von Kurzgeschichten und Slam-Texten in verschiedenen Anthologien erschien im März 2015 sein Reisebuch Wo die Kartoffeln auf Bäumen wachsen. 2016 erschien Straatmanns zweites Buch Auf Jesu Spuren, für das er gemeinsam mit Sören Zehle zwei Monate durch den Nahen Osten wanderte. 2019 wurde Robby Clemens Reisebuch Bis ans Ende der Welt und zu mir selbst veröffentlicht, an dem Straatmann als Koautor mitgearbeitet hat.
Straatmann war Co-Moderator der Sky- & und Sport1-Serie „Meine 11“ und moderiert den Podcast der DFB-Stiftungen „Mehr als ein Spiel“ sowie den „Poetry Blue Moon“ bei Radio Fritz. Seine Kolumne „Nils leichter als das“ erscheint wöchentlich bei BIGfm.
Straatmann wuchs in Bremen und Hamburg auf und lebt heute in Leipzig, wo er Theologie studiert.
Seit Ende März 2025 betreibt Straatman zusammen mit Robin Gosens den Podcast Wie geht's?, in dem sie mit verschiedenen Personen des öffentlichen Lebens über mentale Gesundheit sprechen.

## Auszeichnungen (Auswahl)
- 2008: Gewinner der deutschsprachigen U20 Poetry-Slam-Meisterschaften
- 2010: Sachsenmeister im Poetry Slam
- 2010: Hessenmeister im Poetry Slam
- 2013: Gewinner der deutschsprachigen Poetry-Slam-Meisterschaften (Team), Bottermelk Fresch

## Veröffentlichungen
- Kleinstadtgeschichten. Kurzgeschichtensammlung. Lektora, Paderborn 2009, ISBN 978-3-938470-37-4.
- Wo die Kartoffeln auf Bäumen wachsen – 113 Tage als Matrose in der Karibik. Reisebuch. MALIK, München 2013, ISBN 978-3-89029-455-1.
- Auf Jesu Spuren – Eine Wanderung durch Israel und Palästina. Reisebuch. MALIK, München 2017, ISBN 978-3-89029-479-7.